# Хорошево (Ржевский район)
Хоро́шево — деревня в Тверской области России. Входит в Ржевский муниципальный округ. С 2005 до 2022 года была центром одноимённого поселения Ржевского района. 

## География
Примыкает с запада к границе города Ржева, расположена вдоль Торопецкого тракта, на правом берегу реки Волги, в 1 км от железнодорожного разъезда Мелихово.

## История
Во время Великой Отечественной войны деревня была освобождена 3 марта 1943 года. 5 августа 1943 года в Хорошево совершил выезд в освобожденные районы Иосиф Виссарионович Сталин. Он остановился в избе жительницы деревни Натальи Кондратьевой. После получения сообщения об освобождении советскими войсками городов Орёл и Белгород, Сталин распорядился провести в Москве первый в истории Великой Отечественной войны артиллерийский салют. В доме, где останавливался Сталин, создан музей, посвящённый этому событию.
В 2020 году, в 4 км от деревни, завершилось строительство крупнейшего памятника в современной России — Ржевского мемориала Советскому солдату. Торжественно открыт 30 июня 2020 года.

## Население
| 1859 | 1883 | 1989 | 2002 | 2010 |
| ---- | ---- | ---- | ---- | ---- |
| 70   | ↗214 | ↗647 | ↗933 | ↗961 |

## Инфраструктура
В деревне находится продовольственный магазин, фельдшерский пункт, АЗС, кафе.

## Внутреннее деление

Схема деревни

Деревня состоит из девяти улиц и двух СНТ.
Улицы: Волжская, Звездная, Лесная, Луговая, Молодежная, Садовая, Солнечная, Тополиная, Цветочная.
Садовые товарищества: Приволжский, Ромашка.